# Bleeder
Bleeder är en dansk dramafilm från 1999 i regi av Nicolas Winding Refn. 

## Handling
Leo lever ett enkelt men destruktivt liv med flickvännen Louise. Han har en historik av grov kvinnomisshandel och kvinnofridskränkning och tillbringar sin lediga tid mest med att se på B-filmer i en videobutik tillsammans med sina tre vänner. När Louise kommer med beskedet att hon är gravid rasar allt för Leo. Hans vän Lenny är en blyg och möjligen autistisk man som tillbringar sina dagar med att se film, antingen i filmbutiken där han jobbar eller hemma. En dag får han syn på grillbiträdet Lea och blir förälskad och måste kämpa mot sina mentala problem för att försöka starta ett förhållande.

## I rollerna
- Kim Bodnia - Leo
- Mads Mikkelsen - Lenny
- Rikke Louise Andersson - Louise
- Levino Jensen - Louis
- Liv Corfixen - Lea
- Zlatko Buric - Kitjo
- Claus Flygare - Joe
- Marko Zecewic - Marko
- Gordana Radosavljevic - Mika
- Dusan Zecewic - Dusan
- Ole Abildgaard - Videobutikskund
- Karsten Schrøder - Røde
- Sven Erik Eskeland Larsen - Svend[2]

Røde och Svend är karaktärer från Pusher-filmerna. 